# Litoria vagabunda
Litoria vagabunda es una especie de anfibio anuro de la familia Hylidae.
Se encuentra en las islas Molucas (Seram) y Nueva Guinea (península de Doberai).